# Adinandra
Adrinanda es un género con 138 especies de plantas de flores perteneciente a la familia Pentaphylacaceae. 

## Especies seleccionadas
- Adinandra acuminata
- Adinandra acuta
- Adinandra acutifolia
- Adinandra annamensis
- Adinandra angulata
- Adinandra angustata
- Adinandra parvifolia
- Adinandra integerrima